# Diagram interakcí
Diagram přehledu interakcí (Interaction Overview Diagram) je jedním z typů diagramů Unified Modeling Language (UML). Zaveden byl až v UML 2.0. Umožňuje dostatečně přehledně zobrazit řízení toku – rozvětvení a souběžnost toků. Znázornit dokáže také procesy protínající více případů užití.

## Složky diagramu

Ukázka diagramu přehledu interakcí

Diagram interakcí má určitou podobnost s activity diagramem, oba totiž zobrazují posloupnost aktivit. U diagramu přehledu interakcí je však každá činnost zobrazena jako rámec, který může obsahovat další vnořené diagramy interakcí (klíčová slova – dle daného typu diagramu: sd – sequence diagram, cd – communication diagram, td – timing diagram, iod – interaction overview diagram) nebo výskyty interakcí (klíčové slovo: ref).

### Základní prvky diagramu interakcí
- Uzly (Nodes)
  - Počáteční – startuje tok, a to ve chvíli volání aktivity. Aktivita může obsahovat více iniciálních (počátečních) uzlů.
  - Koncový – aktivita může mít více koncových uzlů, první z nich přitom zastavuje všechny toky aktivity.
  - Rozhodovací – charakterizován jednou vstupní a více výstupními hranami. V tomto uzlu se rozhoduje, kterou výstupní hranou se bude pokračovat.
  - Rozvětvení – uzel, který rozděluje jeden vstupní tok na více výstupních.
  - Sloučení – charakterizován více vstupními a jednou výstupní hranou. Dochází zde k rozhodnutí, kterou hranou (tokem) se bude pokračovat.
  - Spojení – synchronizuje více vstupních toků do jednoho výstupního.
- Hrany (Edges) – spouští aktivitu po ukončení předchozí aktivity.

## Doporučení pro vytváření diagramu
1. Každý vložený diagram interakcí by měl být označen zkratkou svého typu
2. Vložené diagramy interakcí nemusí být pojmenovány
3. Výskyty interakcí musí být jednoznačně určeny svým názvem
4. Čáry života (tzv. Lifelines), které se účastní interakcí, mohou být uvedeny za klíčovým slovem lifelines, a to v záhlaví diagramu